# Sarcophaga capensis
Sarcophaga capensis är en tvåvingeart som först beskrevs av Robineau-desvoidy 1830.  Sarcophaga capensis ingår i släktet Sarcophaga och familjen köttflugor. Inga underarter finns listade i Catalogue of Life.